# Eria elisheae
Eria elisheae är en orkidéart som beskrevs av P.O'byrne. Eria elisheae ingår i släktet Eria och familjen orkidéer.
Artens utbredningsområde är Filippinerna. Inga underarter finns listade i Catalogue of Life.